# Rose Perica Mofford

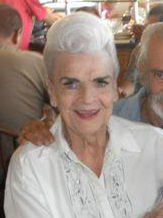
Rose Mofford em um restaurante em novembro de 2012

Rose Perica Mofford (10 de junho de 1922 – 15 de setembro de 2016) foi uma política norte-americana que foi governadora do estado norte-americano do Arizona, no período de 1988 a 1991, pelo Partido Democrata.